# Hainburg an der Donau
Hainburg an der Donau è un comune austriaco di 6 376 abitanti nel distretto di Bruck an der Leitha, in Bassa Austria; ha lo status di città (Stadtgemeinde). Si trova sulla strada tra Vienna e Bratislava, vicino al confine slovacco; è situata su una sponda del Danubio, sul quale affaccia la Casa della Cultura.